# Meeks honingeter
De Meeks honingeter (Ptiloprora meekiana) is een zangvogel uit de familie Meliphagidae (honingeters). Deze vogel is genoemd naar de Britse natuuronderzoeker Albert Stewart Meek.

## Verspreiding en leefgebied
Deze soort is endemisch in de bergen van Nieuw-Guinea en telt twee ondersoorten:
- P. m. occidentalis: het westelijke deel van Centraal-Nieuw-Guinea.
- P. m. meekiana: oostelijk Nieuw-Guinea.

## Status
De grootte van de populatie is niet gekwantificeerd maar de soort wordt omschreven als schaars. Op de Rode lijst van de IUCN heeft deze soort de status niet bedreigd.